# Lijst van nummer 1-hits in de Nederlandse Top 40 in 1999
Deze hits stonden in 1999 op nummer 1 in de Nederlandse Top 40.
| Nummer | Datum        | Artiest                | Titel                                  |
| ------ | ------------ | ---------------------- | -------------------------------------- |
|        | 2 januari    | Geen Top 40 verschenen | Geen Top 40 verschenen                 |
| 523    | 9 januari    | Emilia                 | Big big world                          |
| 524    | 16 januari   | Cher                   | Believe                                |
| 525    | 23 januari   | The Offspring          | Pretty fly (for a white guy)           |
|        | 30 januari   | The Offspring          | Pretty fly (for a white guy)           |
|        | 6 februari   | The Offspring          | Pretty fly (for a white guy)           |
| 526    | 13 februari  | 2Pac                   | Changes                                |
|        | 20 februari  | 2pac                   | Changes                                |
|        | 27 februari  | 2pac                   | Changes                                |
| 527    | 6 maart      | Britney Spears         | ...Baby one more time                  |
|        | 13 maart     | Britney Spears         | ...Baby one more time                  |
| 528    | 20 maart     | DJ Jean                | The launch                             |
|        | 27 maart     | DJ Jean                | The launch                             |
| 527    | 3 april      | Britney Spears         | ...Baby one more time                  |
|        | 10 april     | Britney Spears         | ...Baby one more time                  |
| 529    | 17 april     | Vengaboys              | We're going to Ibiza!                  |
|        | 24 april     | Vengaboys              | We're going to Ibiza!                  |
|        | 1 mei        | Vengaboys              | We're going to Ibiza!                  |
| 530    | 8 mei        | Backstreet Boys        | I want it that way                     |
|        | 15 mei       | Backstreet Boys        | I want it that way                     |
|        | 22 mei       | Backstreet Boys        | I want it that way                     |
|        | 29 mei       | Backstreet Boys        | I want it that way                     |
| 531    | 5 juni       | Toy-Box                | Best friend                            |
|        | 12 juni      | Toy-Box                | Best friend                            |
|        | 19 juni      | Toy-Box                | Best friend                            |
|        | 26 juni      | Toy-Box                | Best friend                            |
| 532    | 3 juli       | Britney Spears         | Sometimes                              |
|        | 10 juli      | Britney Spears         | Sometimes                              |
| 533    | 17 juli      | Jennifer Lopez         | If you had my love                     |
| 534    | 24 juli      | Lou Bega               | Mambo No. 5 (A little bit of...)       |
|        | 31 juli      | Lou Bega               | Mambo No. 5 (A little bit of...)       |
|        | 7 augustus   | Lou Bega               | Mambo No. 5 (A little bit of...)       |
|        | 14 augustus  | Lou Bega               | Mambo No. 5 (A little bit of...)       |
| 535    | 21 augustus  | Eiffel 65              | Blue (Da ba dee)                       |
|        | 28 augustus  | Eiffel 65              | Blue (Da ba dee)                       |
|        | 4 september  | Eiffel 65              | Blue (Da ba dee)                       |
|        | 11 september | Eiffel 65              | Blue (Da ba dee)                       |
|        | 18 september | Eiffel 65              | Blue (Da ba dee)                       |
| 536    | 25 september | City to City           | The road ahead (Miles of the unknown)  |
|        | 2 oktober    | City to City           | The road ahead (Miles of the unknown)  |
|        | 9 oktober    | City to City           | The road ahead (Miles of the unknown)  |
|        | 16 oktober   | City to City           | The road ahead (Miles of the unknown)  |
| 537    | 23 oktober   | R. Kelly               | If I could turn back the hands of time |
|        | 30 oktober   | R. Kelly               | If I could turn back the hands of time |
|        | 6 november   | R. Kelly               | If I could turn back the hands of time |
|        | 13 november  | R. Kelly               | If I could turn back the hands of time |
|        | 20 november  | R. Kelly               | If I could turn back the hands of time |
|        | 27 november  | R. Kelly               | If I could turn back the hands of time |
|        | 4 december   | R. Kelly               | If I could turn back the hands of time |
|        | 11 december  | R. Kelly               | If I could turn back the hands of time |
| 538    | 18 december  | Def Rhymz              | Doekoe                                 |
| 539    | 25 december  | Marco Borsato          | Binnen                                 |